# Убийство Моше Тамама
Похищение и убийство Моше Тамама, военнослужащего Армии обороны Израиля, были совершены террористической ячейкой израильских арабов из городка Бака-эль-Гарбия, принадлежавших к группировке «Народный фронт освобождения Палестины».
Террористы похитили Моше Тамама 6 августа 1984 года. Не сумев переправить его в Сирию в качестве заложника, они подвергли его пыткам и убили 8 августа 1984 года в оливковой роще возле Мево-Дотан.

## Похищение и убийство
6 августа 1984 года, Моше Тамам, получив короткий отпуск в армии, встретился с девушкой, за которой ухаживал, и проводил её домой в Тверию. После этого, вечером, он направился домой в Тель-Авив на автобусе № 841. Сойдя на остановке «Бейт-Лид», он стал голосовать и сел в остановившуюся машину Ford Cortina.
В машине находились террористы Валид Дака, Ибрагим Найеф Абу Мух, Ибрагим Разек Бадса и Рушди Хамдан Абу Мух из Бака-эль-Гарбия, принадлежавшие к группировке НФОП. Им было поручено похитить израильского солдата и вывезти его в Сирию. Четвёрка боевиков в возрасте 24—26 лет была вооружена пистолетами и перцовым баллончиком. Они искали солдата, и, увидев Тамама, остановились рядом; он сел в их машину.
Во время движения двое из террористов направили на него пистолеты, связали ему руки верёвкой и завязали ему глаза. Они отвезли его домой к Найефу, где держали в заточении на протяжении двух дней, после чего решили убить, поскольку опасались быть перехваченными на пути в Сирию. Они подвергли Моше Тамама пыткам, в том числе, выколов ему глаза и кастрировав его, после чего отвезли его в оливковую рощу недалеко от Мево-Дотан, где Ибрагим Разек Бадса выстрелил ему в голову. Пуля ранила Тамама в лоб, но не убила; он упал, и Разек ещё раз выстрелил в упор ему в грудь, после чего тот умер. После этого Разек и Найеф, забрав документы убитого, вернулись к машине, где их ждал Рушди.
Поиски Тамама продолжались 4 дня; 10 августа 1984 года его тело со следами пыток с применением ножа было найдено в роще арабским фермером. В его груди было входное отверстие от пули, выходное отверстие находилось на спине.
9 сентября 1984 года был проведён митинг памяти Моше Тамама. В 1985 году его отец установил ему мемориал в мошаве Хавацелет-ха-Шарон. Ещё один памятник был установлен на месте обнаружения его тела.

## Расследование, суд и приговор
Ячейка террористов была задержана через два года, в 1986 году. В доме одного из её членов были обнаружены два пистолета, гранаты, взрывчатка и ружьё. 2 марта 1987 года они были осуждены военным судом Лода по ряду статей, включая убийство, прохождение военной подготовки, причинение тяжких телесных повреждений и участие в террористической организации, и приговорены к пожизненному лишению свободы. Валид Дака, получивший одинаковый со всеми приговор как соучастник убийства, направлял апелляции о снижении срока, отклонявшиеся как руководством армии, так и президентами Израиля до 2012 года, когда президент Шимон Перес сократил срок его заключения до 35—37 лет.
Командира ячейки, Самира Бааба, судили отдельно и приговорили в ноябре 1989 года к 14 годам тюрьмы. На суде выяснилось, что возглавляемая им ячейка случайно обнаружила дом генерала Ори Ора и планировала его убить. Они также планировали похищение и убийство одного из пилотов ВВС Израиля, участвовавших в операции «Энтеббе», установив его место жительства по данным, забытым им в отеле в Герцлии. Они также надеялись произвести теракт на железной дороге и диверсию против электростанции «Маор Давид» возле Хадеры. Лишь после того, как им не удалось осуществить эти планы, они прибегли к похищению солдата, первоначально с целью торга.
5 апреля 2021 года Рушди Хамдан Абу Мух был освобождён из тюрьмы «Кциот», отбыв 35 лет тюремного заключения; жители Бака-эль-Гарбия устроили ему торжественную встречу, что вызвало возмущение семьи убитого. Абу Мух и его семья приветствовались на телевидении Палестинской национальной администрации с «гордостью, славой и восторгом»; палестинская Комиссия по делам задержанных характеризовала его как «героя». Его посетила делегация из Дженина, возглавляемая руководителем областной администрации, и передала ему официальные поздравления от Махмуда Аббаса. В марте 2022 года Абу Мух женился.

## Дальнейшая судьба Валида Даки
В 1999 году, находясь в тюрьме, Дака женился на Сане Саламе, адвокате из Тиры, получив разрешение на свадьбу и на фотосъемку церемонии. Однако интимные встречи с женой ему не разрешались. У пары родилась дочь в 2020 году, зачатая после того, как его сперму тайно вывезли из тюрьмы.
Срок заключения Валида Даки был сокращён до 37 лет, но после того, как его поймали в тюрьме с мобильным телефоном, тайно пронесённым ему депутатом Кнессета от арабской партии «Объединённый список» Басилем Гаттасом, Дака был приговорён ещё к 2 годам заключения, поэтому его срок в итоге составил 39 лет. В свою очередь, за пронос в тюрьму телефонов и сим-карт для заключённых террористов, Гаттас был также приговорён к 2 годам тюремного заключения.
Находясь в заключении, Валид Дака написал и выпустил несколько книг, в том числе «Дневники сопротивления в Дженине», «Параллельное время» и книгу для юношества «Тайная история меча».
В 2023 году в возрасте 62 лет Валид Дака был под охраной госпитализирован в больницу; из-за тяжёлого онкологического заболевания он вновь попросил о досрочном освобождении, но 31 мая Совет по условно-досрочному освобождению Тюремной службы Израиля отклонил эту просьбу. 7 апреля 2024 года Дака умер от рака; последние месяцы своей жизни он провёл под охраной в больнице.
НКО Amnesty International характеризовала смерть Валида Даки как «душераздирающую», назвав его просто «писателем» без упоминания характера совершённых им преступлений, что вызвало волну резкой критики в адрес организации.

### Комментарии
1. ↑  Народный фронт освобождения Палестины признан террористической организацией в ЕС, Израиле, Канаде, США и Японии.